# Rusaka
Rusaka è un comune del Burundi situato nella provincia di Mwaro con 44.292 abitanti (censimento 2008).

## Geografia antropica

### Suddivisioni amministrative
Il comune è suddiviso in 29 colline.